# Gora Konus
Gora Konus är ett berg i Antarktis. Det ligger i Östantarktis. Australien gör anspråk på området. Toppen på Gora Konus är 1 224 meter över havet.
Terrängen runt Gora Konus är platt åt sydost, men åt nordväst är den kuperad.  Trakten är obefolkad. Det finns inga samhällen i närheten.